# Амнистия
Амнистията (от гръцки: ἀμνηστία – „забравяне“) е юридически акт, с който върховната власт в държавата връща статута на невинни хора, признати за виновни за някакви престъпления. Тя има по-силно действие от помилването, като заличава всички юридически следи от престъплението.
Според чл. 83 от Наказателния кодекс, амнистията заличава престъпния характер на определен вид извършени деяния или освобождава от наказателна отговорност и от последиците на осъждането за определени престъпления. С оглед на нейното действие, амнистията може да бъде в два варианта:
- въобще заличава престъпния характер на определен вид извършени деяния, или
- освобождава от наказателна отговорност и от последиците за осъждането за определени престъпления.

Според Чл.84. от конституцията, Народното събрание има право да дава амнистия.
Амнистията се дава само със закон. Амнистията е закон, с който се прави преоценка на дадени извършени деяния, като се заличава престъпния им характер или като се освобождават от наказателна отговорност лицата, които са ги извършили, макар и да се запазва престъпния характер на деянията.
Амнистията се отнася до престъпни прояви, които са извършени до нейното приемане от НС. Деянията, обхванати от закона за амнистия са престъпни при своето извършване, и запазват този свой характер и за в бъдеще. По това амнистията се различава от декриминализацията, която действа само за в бъдеще време.
Действие на амнистията. Тя е препятствие за търсене на наказателна отговорност от лицата, които са извършили деяния, обхванати от нея, макар че основанията са различни при двата вида амнистия. Тя погасява всяко едно от правата на Д по осъществяване на наказателната отговорност. Изключва се образуване на наказателно производство, а когато такова е образувано, но не е завършило с влязла в сила присъда, то се прекратява. Тя е пречка за изпълнение на наложеното наказание, когато деецът е осъден с влязла в сила присъда за деяние, което е обхванато от нея. Тя освобождава лицата, извършили деяния, обхванати от нея, и от последиците на осъждането, престават автоматично да се третират като осъждани. Реабилитацията не е пречка лицето да бъде амнистирано – приложение при непълната реабилитация.